# Lek (ruisseau)
Pour les articles homonymes, voir Lek et Leke.
Le Lek ou Leke est un ruisseau néerlandais qui forme la frontière entre les provinces de Groningue et Drenthe.
Le Lek sépare les communes de Leek et de Noordenveld. Depuis la construction du Leekster Hoofdvaart, il a perdu son rôle dans le système d'évacuation des eaux. Historiquement, le Lek se jetait dans le Leekstermeer. Le Lek est mentionné dès 1495 sous le nom de dye Leeck.
Les localités de Leek (Groningue) et Nietap (Drenthe) sont situées sur le Lek, qui les sépare. Ici, le Lek est également surnommé 't Piepke.

## Source
- (nl) Cet article est partiellement ou en totalité issu de l’article de Wikipédia en néerlandais intitulé « Lek (beek) » (voir la liste des auteurs).